# Freundschafts- und Handelsvertrag zwischen Preußen und den USA (1785)
Der Freundschafts- und Handelsvertrag zwischen Preußen und den USA (Treaty of Amity and Commerce) wurde am 10. September 1785 abgeschlossen.
Friedrich der Große war in den damals entstehenden Vereinigten Staaten von Amerika sehr beliebt, weil er keine Bewohner der von ihm regierten Länder für Kriegseinsätze an England verkaufte.
Unmittelbar nach Ende des Amerikanischen Unabhängigkeitskrieges führte sein Gesandter Friedrich Wilhelm von Thulemeyer Verhandlungen mit John Adams, Thomas Jefferson und Benjamin Franklin, um einen Freundschafts- und Handelsvertrag abzuschließen. Der Vertrag enthielt nicht nur wirtschaftliche Aspekte, sondern sollte auf Anregung von Franklin die Weiterentwicklung der Humanität fördern. Danach sollten Zivilisten – sollte es einmal zwischen den Vertragsparteien zu einem Krieg kommen – unbehelligt bleiben. Damit war dies weltweit der erste Vertrag zur Regelung der Kriegsgefangenschaft.
Aus wirtschaftlicher Sicht wurde die Zollfreiheit für Tabak, Reis, Indigo und Walfischtran aus Amerika gegenüber von Leinen, Porzellan, Eisenwaren und Tuche aus Preußen vereinbart. Friedrich hoffte zudem auf einen Aufschwung des Hafens in Emden. Zudem stimmte der König zu, dass zwischen Käufern und Verkäufern bei der Preisgestaltung freier Wettbewerb herrschen solle.
Vom Kongress der Vereinigten Staaten wurde der Vertrag erst am 17. Mai 1786 ratifiziert.
Der 1799 noch einmal für zehn Jahre verlängerte Vertrag wurde zum Vorbild für alle handelspolitischen Vereinbarungen, die zahlreiche deutsche Kleinstaaten mit den Vereinigten Staaten abschlossen.